# Ryū Miyamoto
Ryū Miyamoto (japanisch 宮本 龍 Miyamoto Ryū; * 4. August 1992 in der Präfektur Osaka) ist ein ehemaliger japanischer Fußballspieler.

## Karriere
Miyamoto erlernte das Fußballspielen in der Schulmannschaft der Yamanashi Gakuin University High School und der Universitätsmannschaft der Dōshisha-Universität. Seinen ersten Vertrag unterschrieb er 2015 bei Gainare Tottori. Der Verein spielte in der dritthöchsten Liga des Landes, der J3 League. Für den Verein absolvierte er 26 Ligaspiele. 2016 wechselte er zu Arterivo Wakayama. Für den Verein absolvierte er 12 Ligaspiele. Ende 2016 beendete er seine Karriere als Fußballspieler.